# Samuel Hopkinson
Samuel „Sam“ Hopkinson (* in Christchurch, Canterbury) ist ein neuseeländischer Polospieler mit einem Handicap von 6.
In der Filmtrilogie Der Herr der Ringe doubelte er in Reitszenen den Schauspieler Viggo Mortensen.
2009 wählte ihn die Zeitschrift Vanity Fair unter die zehn besten Polospieler der Welt.
Er gewann den Savile Cup, sowie die New Zealand Open.